# John Jervis
John Jervis, eerste earl van Sint-Vincent, (Meaford Hall (Staffordshire), 9 januari 1735 - Brentwood (Essex), 14 maart 1823) was een Britse admiraal bij de Royal Navy en een Member of Parliament. Jervis diende in de tweede helft van de 18de eeuw en de eerste jaren van de 19de eeuw. Hij stond aan het roer van de Britse vloot tijdens de Zevenjarige Oorlog, de Amerikaanse Onafhankelijkheidsoorlog en de Franse revolutionaire en napoleontische oorlogen. Hij is vooral bekend van zijn overwinning tijdens de Zeeslag bij Kaap Sint-Vincent in 1797, waaraan hij zijn adellijke titel te danken heeft, en wordt beschouwd als de mentor van Horatio Nelson. Tevens speelde hij een grote rol aan Britse zijde tijdens de Franse mediterrane campagne van 1798.
Als edelman was hij tevens parlementslid en zetelde in de House of Lords, waar hij bijvoorbeeld in 1807 tegen de afschaffing van de slavernij stemde.
- Gemeinsame Normdatei: 117600180
- International Standard Name Identifier: 0000 0001 1745 228X
- Library of Congress Control Number: n85346148
- Nationale bibliotheek van Australië: 41838857
- Nationale Bibliotheek van Israël: 987007277891005171
- Nationale Bibliotheek van Polen: a0000003698546
- Nederlandse Thesaurus van Auteursnamen: 070936145
- LIBRIS: 260722
- SNAC: w6xh09rz
- Système universitaire de documentation: 197681999
- Trove: 1456360
- Virtual International Authority File: 14749635
- WorldCat: E39PBJr83q9KKtBqPRRKGRBF8C